# N2 (Ghana)
De N2 of National Road 2 is een nationale weg in Ghana die een noord-zuidverbinding door het oosten van het land vormt. De weg is ongeveer 640 kilometer lang en loopt door de regio's Greater Accra, Eastern, Volta, Northern en Upper East.
De N2 begint in Tema bij een rotonde met de N1 tussen Accra en Lomé. Daarna loopt de weg verder naar het noorden. In Kpong takt de N3 naar Koforidua af. Nadat de weg de rivier de Volta heeft overgestoken over de Adomebrug takt ook de N5 af. Deze weg vormt een alternatieve route tussen Adome en Kpeve via Asikuma. De N2 loopt verder via Ho, Hohoe en Jasikan naar Yendi. In Yendi sluit de weg aan op de N9 naar Tamale en ten noorden van deze stad, bij Sakpeigu, takt de N14 naar Togo af. Hierna loopt de N2 via Nalerigu verder naar het noorden en steekt de Witte Volta over. Bij Tilli wordt de N11 tussen Bolgatanga en Bawku gekruist. Uiteindelijk eindigt de weg bij de grens met Burkina Faso bij Kulungugu. In Burkina Faso loopt de weg verder naar Tenkodogo. 